# Tarantism
Tarantism – debiutancki album studyjny rockowego zespołu Tito & Tarantula, który został wydany w roku 1997. W albumie znalazły się głównie utwory ze ścieżki dźwiękowej do filmu „Od zmierzchu do świtu”, takie jak: After Dark czy Angry Cockroaches.

## Lista utworów
1. „After Dark” (Steven Hufsteter, Tito Larriva) – 3:44
2. „Smiling Karen” (Peter Atanasoff, Larriva) – 3:58
3. „Slippin’ and Slidin'” (Larriva, Danny Kortchmar, Waddy Wachtel) – 3:43
4. „Strange Face (of Love)” (Larriva) – 5:38
5. „Angry Cockroaches (Cucarachas Enojadas)” (Atanasoff, Larriva) – 4:39
6. „Back to the House (That Love Built)” (Larriva, Tony Marsico, Valerie Marsico, Charlie Midnight) – 4:32
7. „Jupiter” (Atanasoff, Larriva) – 6:08
8. „Sweet Cycle (of Life)” (Atanasoff, Larriva) – 4:58
9. „Flying in My Sleep” (Atanasoff, Larriva) – 3:58
10. „Killing Just for Fun” (Atanasoff, Larriva) – 4:38

## Personel
- Peter Atanasoff – gitara prowadząca, wokal wspierający
- Tito Larriva – gitara rytmiczna, wokal
- Jennifer Condos – gitara basowa, wokal
- Lyn Bertles – wiolonczela, mandolina, flet prosty, harmonijka, wokal
- Nick Vincent – bębny, perkusja, wokal